# Root (Naruto)
 For alternative betydninger, se Root. (Se også artikler, som begynder med Root)
Root er en underdel af ANBU fra manga- og anime-serien Naruto, oprettet af Danzō Shimura. Der kendes kun få medlemmer af Root – de mest kendte er Dajimu, Fū, Hyō, Sai, Shin, Tera, Terai og Torune. De har udført missioner, som Danzō mente ville gavne Konoha, også disse der er mindre respektable. Organisationens topprioritet er deres hemmeligheder og de fleste missioner bliver udført i mørket. Root var officielt lukket på et tidspunkt, men forblev aktiv indtil Danzōs død. Det er usikkert hvad der vil ske med Root, men Sai har foreslået de andre medlemmer at søge råd hos Kakashi Hatake, da han blev nomineret som Hokage.
Root er en ekstremt striks gruppe, som Danzō har trænet til ingen følelser at have, så de kan udføre deres missioner uden det påvirker dem. Hvert medlem har et kodenavn; medlemmer selv kender ikke deres egne navne. I modsætning til ANBU bærer de en tanto i stedet for et katana.
Hvert medlem af Root har et Cursed Seal på deres tunge fra Danzō nær deres hals, der vil paralysere dem, hvis de taler om Danzō eller Root, så de hverken vil kunne bevæge sig eller snakke – kun for at forhindre krydsforhør kan bringe informationer ud af dem, eller nogle af medlemmerne vil forråde organisationen. Seglet forsvandt dog sammen med Danzōs død.

## Missioner

### Knusning af Ame rebellerne
- Tilknyttet: Formodentligt alle
- Udfald: Fejlet

Danzō lavede en alliance med Amegakures leder, Hanzō, om at hjælpe ham med at knuse en rebelsk gruppe ledt af Yahiko. Til gengæld ville Hanzō hjælpe Danzō med at blive Hokage. Selvom de slutte sig sammen og fik dræbt Yahiko fejlede de, da Nagato i vrede over Yahikos død, dræbte alle Amegakures og Roots tilstedeværende shinobier. Kun Hanzō blev vist undslippe.

### Snigmordet på Prajñā Gruppen
- Tilknyttet: Ukendt
- Udfald: Succes

Danzō beordrede på et tidspunkt snigmordene på den såkaldte Prajñā gruppe, et ANBU regiment fra Landet i skovene. Missionen var tilsyneladende en succes, men ifølge Fū og Torune eksisterer de stadig med Root som deres mål.

### Indfiltrering afOrochimaru's Skjulested
- Tilknyttet: Sai
- Udfald: Fejlet

Danzō beordrede Sai til Team Kakashi der gik på mission efter Sasuke Uchiha. Under missionen mødtes Sai med Orochimaru, Sasukes mentor, i Danzōs sted og tilbød, at Root ville støtte Orochimaru i at destruere Konoha. Da Orochimaru accepterede tog han Sai med til sit skjulested, hvor Sais rigtige mission startede; at beskytte Konoha ved at slå Sasuke ihjel, som Danzō havde stemplet som forræder. Sai, der havde gjort sig gode venner med Naruto Uzumaki, blev tvivlende på sin mission hvilket resulterede i, at missionen fejlede.

### Erobring afKonoha
- Tilknyttet: Formodentlig alle på nær Sai
- Udfald: Fejlet; Danzō nu død

Under Pains angreb på Konoha, tilbagehold Danzō medlemmerne af Root fra at hjælpe byens forsvar, da han håbede han kunne få titlen Hokage. Efter invasionen blev han tildelt titlen som agerende Sjette Hokage, da jounin'erne ikke havde valgt ham endnu. Sai var det eneste medlem der ikke deltog, da han var på mission med Yamato og Anko Mitarashi, der var på jagt efter Kabuto Yakushi. Missionen slog fejl, da Danzō blev dræbt af Sasuke Uchiha efter at have fået titlen som Hokage.

### ObservereNaruto Uzumaki
- Tilknyttet: Sai
- Udfald: Fejlet

Efter Danzō blev nomineret af Ild Daimyo'erne (et råd for Ild-landet), beordrede han at Sai holdt øje med Naruto og alt mistænkeligt skulle reporteres med det samme. Da Danzō kun var blevet nomineret og ikke var blevet valgt af Jounin'erne endnu som officiel Hokage, måtte han holde Naruto under opsyn, da han var byens helt. Hvis Danzō ikke havde Naruto's opbakning ville han ikke få titlen. Men Sai forræder Danzō og lader Naruto slippe væk.

### ForfølgeAnko Mitarashi
- Tilknyttet: Dajimu og Tera
- Udfald: I gang

Mens Anko er på mission om at finde og tage Kabuto Yakushi til fange, sender Danzō to af sine mænd, Dajimu and Tera, efter Orochimarus tidligere elev. Men som situationen er i Konoha, beordrer han dem til ikke at slippe af med Anko, men finde Kabuto før hun gør.

### OpsporeKabuto
- Tilknyttet: Terai
- Udfald: Fejlet

Da Kabuto kender til Danzōs aftaler med Orochimaru og Kabutos medicinske ekspertise, ville han kunne heale Danzōs højre arm og øje, så Danzō beordre Terai til at finde ham, selvom byen er på et ekstremt krise niveau under de fem Kage's møder. Danzō blev dræbt før Kabuto blev nyttig for ham.

## Trivia
- Navnet på organisationen kommer muligvis fra Danzōs syn på ham selv i forhold til Hiruzen Sarutobi, den Tredje Hokage. Hiruzen var som et tre der blomstrede i sollyset, mens Danzō var rødderne ((engelsk) roots) i skyggen.